# Erasmus Darwin
Erasmus Darwin (født 12. december 1731, død 18. april 1802) var en britisk læge, botaniker, opfinder og filosof. Han blev Charles Darwins bedstefar. Han blev berømt for sin popularisering af videnskab i episke digte. I den stil skrev han bøgerne Botanical Garden (1791) og The Temple of Nature (1802). I alle disse bøger redegjorde han for en teori om evolution af arter fra en fælles oprindelse i form af primitive organismer i havet. Charles Darwin var godt bekendt med sin bedstefars idé og var inspireret af den til sin moderne evolutionsteori, som han præsenterede i 1859. Dengang var det almindeligt anerkendt, at arten havde været næsten uændret siden Gud skabte dem.
Han var fritænker, politisk radikal og roste den franske revolution. Muligvis på grund af dette kom han i miskredit efter sin død. Først i 1900-tallet blev hans betydning og indflydelse anerkendt. Ligesom mange samtidige interesserede Erasmus Darwin sig for galvanisme (elektrisk påvirkning af nerveimpulser). Han var den første, der viste, at en lammet arm kunne bevæges af elektriske stød. Han spekulerede også i at genoplive døde ved galvanisme. Erasmus Darwin praktiserede som læge i bl.a. Birmingham.